# بی‌نهایت‌گرایی
بی‌نهایت‌گرایی (به انگلیسی: infinitism)، دیدگاهی است که معتقد است دانش می‌تواند توسط زنجیره‌ای لایتناهی از دلایل توجیه گردد. بی‌نهایت‌گرایی مربوط به شاخه‌ای از فلسفه به نام معرفت‌شناسی است که ممکن بودن، ماهیت و ابزار دانش را مطالعه می‌نماید.

## بی‌نهایت‌گرایی معرفت‌شناختی
از زمان مطرح شدن مسئله گتیه، «دانش» دیگر صرفاً معنای «باور موجه درست» که به‌طور گسترده مورد پذیرش همگان بود را ندارد. با این حال، برخی از معرفت شناسان هنوز هم بر این باورند که دانش باید دارای شرایط توجیه پذیری باشد. نظریات سنتی توجیه (مبناگرایی و انسجام) و در واقع برخی از فلاسفه، بر این باورند که استدلال تسلسلی نمی‌تواند توجیه درستی باشد. به نظر آنها، اگر A بوسیله B توجیه گردد، B بوسیله C و به همین منوال ادامه داشته باشد، پس یکی از این حالات رخ خواهد داد:
1. زنجیره باید در پیوندگاهی ختم شود که در آنجا نیازی به توجیه مستقل نداشته باشد (یک مبنا)،
2. زنجیره باید به دوری متشکل از تعدادی متناهی از مراحل ختم گردد (باور ممکن است توسط انسجامش توجیه گردد)،
3. پس باورهای ما نباید توجیه گردد (آنگونه که در شک‌گرایی فلسفی فرض شده‌است).

بی‌نهایت‌گرایانی چون پیتر دی. کلاین، این اتفاق نظر را با ارجاع به آثار پاول موسر (1984 میلادی) و جان پُست (1987) به چالش می‌کشند. طبق این دیدگاه، سلسله شواهد اجداد یک باور موجه باید بی‌نهایت و غیرمکرر باشد، که این امر از تلفیق دو اصل که به نظر کلاین دارای جذابیت شهودی مستقیم است پیروی می‌کند: «اصل اجتناب از دور» و «اصل اجتناب از اختیار».
«اصل اجتناب از دور» (PAC)‏ به قرار ذیل است: «برای تمامی xها، اگر شخصی چون S، برای x توجیهی داشته باشد، آنگاه برای تمام yها، اگر y در سلسله شواهد اجداد x برای S قرار داشته باشد، آنگاه x در سلسله شواهد اجدادی y برای S نخواهد بود». ‏PAC می‌گوید، فرضیه‌ای که توجیه گردد قادر نیست عضوی از سلسله شواهد خود باشد، که از جانب نظریات انسجامِ توجیه نقض شده‌است.
«اصل اجتناب از اختیار» (PAA) به قرار ذیل است: «برای همهٔ xها، اگر یک شخص S برای x توجیه داشته باشد، پس دلیلی چون r1 نزد S برای x وجود دارد؛ و S همچنین دلیلی چون r2 برای دلیل اولی یعنی r1 دارد و … .» ‏PAA می‌گوید برای خودداری از اختیاری بودن، هر گاه نیاز باشد تا یک فرضیه بر مبنای عاملی معرفت‌شناختی توجیه گردد، باید دلیلی چون r برای این عامل موجود باشد؛ این دلیل نیز به نوبه خود نیازمند همان ساختار توجیهی بوده و همین‌طور «الی الابد» ادامه می‌یابد. نظریات مبناگرایی تنها با ادعای اینکه برخی از گزاره‌ها خود-موجه هستند می‌توانند از اختیاری بودن اجتناب ورزند. اما اگر یک گزاره خود را توجیه کند (مانند، انسجام‌گرایی)، پس این گزاره عضوی از سلسله شواهد خود بوده و توجیه دارای ساختار مدوری است.
در این دیدگاه، ترکیبی از هر دوی PAC و PAA، بی‌نهایت‌گرایی را به عنوان تنها جایگزینِ مکتب شک‌گرایی معرفی می‌کند.
موجودیت دلایل: کلاین همچنین به مفهوم «موجودیت» متکی است. به عبارت دیگر، برای یک موضوع باید دلیلی وجود داشته باشد تا این موضوع بتواند کاندیدی برای توجیه باشد. برای اینکه دلیلی دردسترس باشد، دو شرط را باید ارضاء نماید: عینیت و ذهنی‌بودن
دلیلی که از لحاظ عینی موجود باشد، بدین شکل بیان می‌گردد: «یک باور r، نزد S، به‌طور عینی برای p وجود دارد، اگر: (1) r دارای احتمال به میزان کافی بالا و احتمال مشروط p باشد، به شرطی که r به اندازه کافی بالا باشد. یا (۲) یک ناظر بی‌طرف و آگاه، r را به عنوان دلیل برای p می‌پذیرد؛ یا (3) r در دراز مدت از جانب یک مجموعه از مردم، که به طرز مناسبی تعریف شده باشند پذیرفته می‌شود؛ یا (4) r برای S آشکار است و r می‌تواند p را برای S آشکار سازد؛ یا (5) r مطابق با تعهدهای عمیق دانش‌شناسی S است؛ یا (6) r پیش‌فرض‌های مناسب محاوره را برآورده می‌سازد؛ یا (۷) یک شخص عاقل وارسته r را به عنوان دلیل برای p می‌پذیرد.» هریک از این شرایط برای توصیف دلایلی که به‌طور عینی در دسترس اند کفایت می‌کند و با بی‌نهایت‌گرایی تطابق دارد. کلاین تصدیق می‌نماید که در نهایت مشخصه‌سای مناسبِ دردسترس بودن عینی دلایل باید شامل این فهرست باشد، اما با در نظر داشت محدوده دفاع کلاین از بی‌نهایت‌گرایی، او باید یک مجموعه کامل از دلایل عینی را فراهم نماید. دردسترس بودن عینی را می‌توان حداقل به عنوان یک تعریف کاربردی، به این صورت تعریف نمود: دلیل موجود و در خور حقیقتی که به ذهنیت (سوژه) وابستگی نداشته باشد.
یک دلیل ذهنی به این صورت بیان می‌شود: «S باید قادر باشد تا r را صدا بزند.» (دسترسی ذهنی در مقایسه با دسترسی عینی قابل درک تر است). کافیست سوژه (ذهن) قادر باشد تا دلیل را در ذهن خود فرا بخواند و این دلیل را در فرایند توجیه بکار برد. در اصل، دلیل باید «به طرز مناسبی در خود باورهای S ریشه دوانده باشد» تا بتواند در دسترس ذهن قرار گیرد.
دلیلی که طبق بی‌نهایت‌گرایی هم از نظر عینی و هم ذهنی در دسترس یک فاعل (ذهن) جهت توجیه باشد، کاندیدی برای توجیه سازی است (یا حداقل برای کلاین).
نقدی بر بی‌نهایت‌گرایی: کلاین نقدی را متوجه بی‌نهایت‌گرایی می‌نماید.
نقد ذهن محدود (منسوب به جان ویلیامز): ذهن انسان محدود است و ظرفیت محدودی دارد. «باور کردن تعداد نامحدودی از گزاره‌ها بصورت آگاهانه غیرممکن است. (چون باور کردن یک چیز مستلزم زمان است) و «باور نا آگاهانه» … نامتناهی گزاره نیز غیرممکن است، چون بعضی از باورها بگونه‌ای هستند که «درک بشر را شکست می‌دهند.» غیرممکن است تا یک فاعل برای توجیه باور خود دارای یک زنجیره نامحدود از دلایل باشد، به این دلیل که مغز انسان محدود است. کلاین می‌پذیرد که ذهن انسان محدود است و نمی‌تواند یک تعداد محدود از دلایل را دربرگیرد، اما بقول کلاین، بی‌نهایت‌گرایان به یک موضوع که واقعاً دارای تعداد نامتناهی دلیل باشد متعهد نیست. «بی‌نهایت‌گرایان مدعی نیستند که ما در یک محدوده زمانی محدود قادریم آگاهانه با تعداد نامتناهی از افکار بازی کنیم. بلکه، تعدادی از گزاره‌های نامحدود وجود دارند که اگر شرایط مناسبی فراهم گردد، ببه هر یک از آنها می‌توان آگاهانه فکر کرد.» بنابراین، برای اینکه یک باور توجیه گردد نیازی نیست تا زنجیرهٔ نامحدودی از دلایل در ذهن وجود داشته باشد، بلکه فقط باید این امکان وجود داشته باشد که بتوان یک زنجیره از دلایل نامحدود را ارائه نمود. هرگاه فاعل احساس نماید که مجبور است یک دلیل را مورد بررسی قرار دهد و دسترسی ذهنی به آن دلیل داشته باشد، همیشه دلیل دیگری وجود دارد که دلیل قبلی را توجیه کند.